# Cristiano Gimelli
Cristiano Gimelli (Roma, 15 de fevereiro de 1982) é um futebolista italiano que atualmente joga no Rieti.